# آن رانینگ

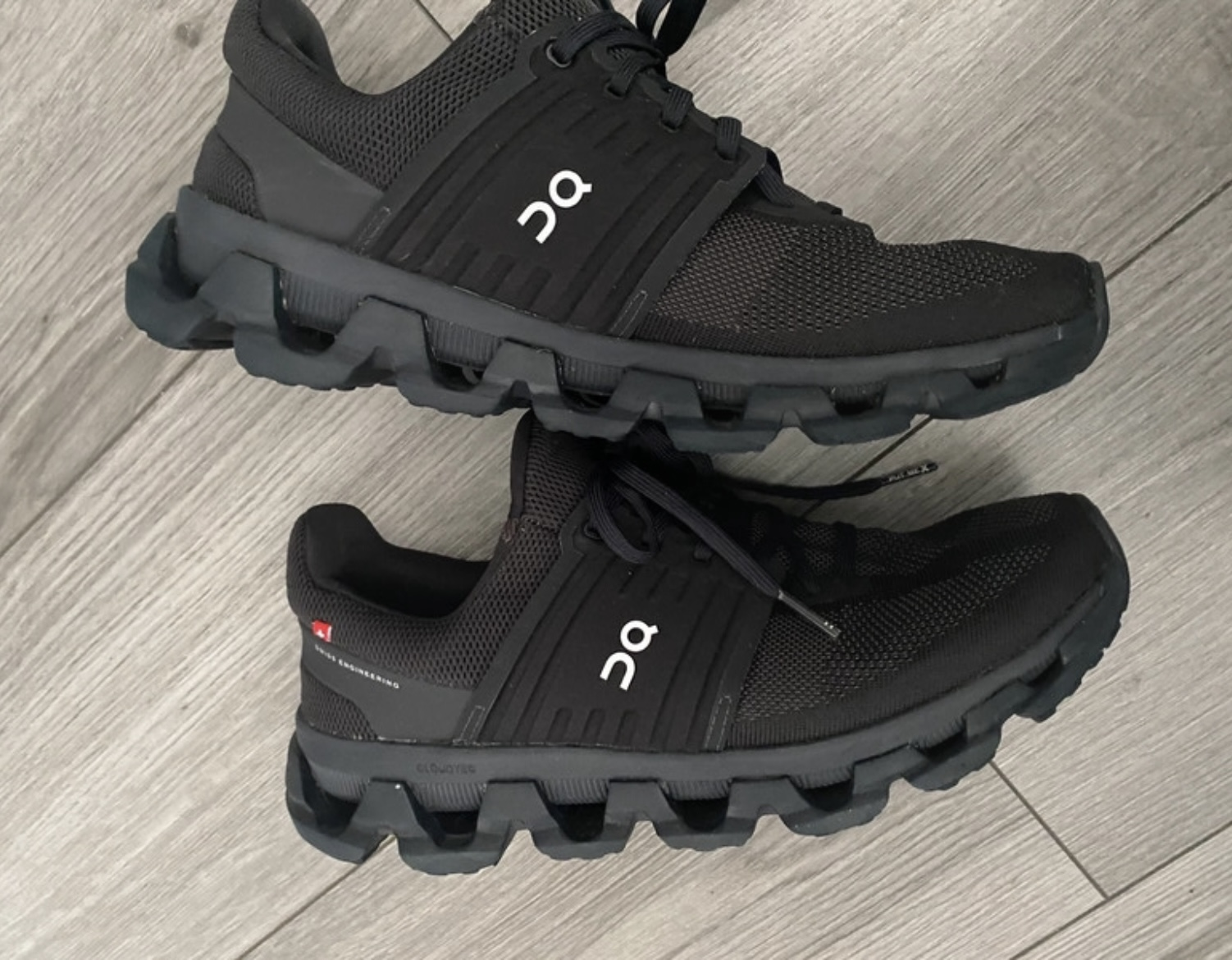
یک جفت کفش ورزشی آن کلاود که پرچم سوئیس در قسمت پاشنه آن نقش بسته است

آن رانینگ (انگلیسی: On Running) شرکت تجهیزات ورزشی سوئیسی است، که در سال ۲۰۱۰ توسط اولیویه برنهارد و کاسپار کوپتی تأسیس شد.
شرکت آن هلدینگ یک شرکت سوئیسی تولیدکننده کفش‌های ورزشی و پوشاک ورزشی عملکردی است که پوشاک ورزشی و کفش‌های دویدن را طراحی و به بازار عرضه می‌کند.
در سال ۲۰۱۹، این شرکت ۴۰٪ از بازار کفش‌های دویدن در سوئیس و ۱۰٪ از بازار آلمان را در اختیار داشت. تا سال ۲۰۲۰، محصولات آن رانینگ در ۶۰۰۰ خرده‌فروش در ۵۵ کشور فروخته می‌شد. ایالات متحده بزرگ‌ترین بازار واحد آن بود، جایی که ۶٫۶٪ از دسته کفش‌های دویدن عملکردی در ایالات متحده را به خود اختصاص داده بود. در سطح جهانی، تخمین زده می‌شود که آن رانینگ ۲٪ از بازار کفش‌های ورزشی را در اختیار داشته باشد.
از ژانویه ۲۰۲۱ تا مارس ۲۰۲۵، مارک مورر و مارتین هافمن به‌طور مشترک سمت مدیران اجرایی مشترک (مدیران عامل مشترک) را بر عهده داشتند. از آوریل ۲۰۲۵، مارتین هافمن پس از جدایی مارک مورر، تنها نقش مدیرعامل را بر عهده گرفته است. مارتین هافمن از زمان پیوستن به شرکت در سال ۲۰۱۳، نقش مدیر ارشد مالی را بر عهده داشت. بنیانگذاران این شرکت همچنان به‌طور فعال درگیر هستند: دیوید آلمن و کاسپار کوپتی به عنوان روسای اجرایی مشترک فعالیت می‌کنند و اولیویه برنهارد بر محصول و نوآوری تمرکز دارد. در سال ۲۰۲۴، شرکت آن رانینگ فروش ۲٫۳ میلیارد فرانک سوئیس را گزارش کرد که نسبت به سال قبل ۲۹ درصد افزایش داشته است. سود خالص شرکت در همین دوره با ۲۰۴ درصد افزایش به ۲۴۲ میلیون فرانک سوئیس رسید.